# A lyga 2021
La A lyga 2021 è stata la 32ª edizione della massima divisione del campionato lituano di calcio, iniziata il 5 marzo 2021 e terminata il 28 novembre 2021. Lo Žalgiris, squadra campione in carica, si è riconfermata conquistando il titolo per la nona volta nella sua storia.

## Stagione

### Novità
Nessuna squadra è retrocessa dalla A lyga 2020. Dalla 1 Lyga 2020 sono state promosse Nevėžis, Hegelmann Litauen, Džiugas Telšiai e DFK Dainava, quest'ultima promossa al posto del Jonava, che non ha ottenuto la licenza per partecipare alla massima serie.

### Formula
Il campionato è composto di 10 squadre e ogni squadra affronta le altre squadre quattro volte, due volte in casa e due in trasferta, per un totale di 36 giornate. Le ultime due squadre classificate retrocedono in 1 Lyga. La squadra prima classificata è campione di Lituania ed è ammessa al primo turno di qualificazione della UEFA Champions League 2022-2023. Le squadre classificate al secondo e terzo posto sono ammesse al primo turno di qualificazione della UEFA Europa Conference League 2022-2023, assieme alla vincitrice della Coppa di Lituania.

## Squadre partecipanti
| Club              | Città       | Stadio                         | Stagione precedente  |
| ----------------- | ----------- | ------------------------------ | -------------------- |
| Banga Gargždai    | Gargždai    | Gargždų miesto stadionas       | 4º posto in A lyga   |
| DFK Dainava       | Alytus      | Alytaus m. centrinis stadionas | 6º posto in 1 lyga   |
| Džiugas Telšiai   | Telšiai     | Telšių centrinis stadionas     | 4º posto in 1 lyga   |
| Hegelmann Litauen | Kaunas      | NFA stadionas                  | 2º posto in 1 lyga   |
| Kauno Žalgiris    | Kaunas      | FA Kauno Žalgiris stadionas    | 3º posto in A lyga   |
| Nevėžis           | Kėdainiai   | Kėdainių miesto stadionas      | 1º posto in 1 lyga   |
| Panevėžys         | Panevėžys   | Aukštaitijos stadionas         | 5º posto in A Lyga   |
| Riteriai          | Vilnius     | Stadio LFF                     | 6º posto in A lyga   |
| Sūduva            | Marijampolė | Hikvision Arena                | 2º posto in A lyga   |
| Žalgiris          | Vilnius     | Stadio LFF                     | Campione di Lituania |

## Classifica finale
|                     | Pos. | Squadra           | Pt | G  | V  | N  | P  | GF | GS | DR  |
| ------------------- | ---- | ----------------- | -- | -- | -- | -- | -- | -- | -- | --- |
| Lituania (bandiera) | 1.   | Žalgiris          | 79 | 36 | 23 | 10 | 3  | 76 | 28 | +48 |
|                     | 2.   | Sūduva            | 70 | 36 | 21 | 7  | 8  | 64 | 33 | +31 |
|                     | 3.   | Kauno Žalgiris    | 63 | 36 | 18 | 9  | 9  | 55 | 39 | +16 |
| [ 3 ]               | 4.   | Panevėžys         | 60 | 36 | 16 | 12 | 8  | 55 | 40 | +15 |
|                     | 5.   | Hegelmann Litauen | 53 | 36 | 14 | 11 | 11 | 53 | 38 | +15 |
|                     | 6.   | Riteriai          | 46 | 36 | 10 | 16 | 10 | 49 | 37 | +12 |
|                     | 7.   | Banga Gargždai    | 36 | 36 | 10 | 6  | 20 | 40 | 71 | -31 |
|                     | 8.   | Džiugas Telšiai   | 36 | 36 | 8  | 12 | 16 | 47 | 60 | -13 |
|                     | 9.   | DFK Dainava (−3)  | 35 | 36 | 9  | 11 | 16 | 39 | 56 | -17 |
|                     | 10.  | Nevėžis           | 10 | 36 | 2  | 4  | 30 | 15 | 91 | -76 |

Legenda:
      Campione di Lituania e ammessa alla UEFA Champions League 2022-2023.
      Ammesse alla UEFA Europa Conference League 2022-2023.
      Retrocessa in 1 Lyga 2022.
Note:
Tre punti a vittoria, uno a pareggio, zero a sconfitta.
Il DFK Dainava ha scontato tre punti di penalizzazione.
La classifica viene stilata secondo i seguenti criteri:
- Punti conquistati
- Punti conquistati negli scontri diretti
- Differenza reti negli scontri diretti
- Differenza reti generale
- Reti totali realizzate
- Partite vinte
- Posizionamento delle squadre riserve nel campionato riserve

## Risultati

### Partite (1-18)
|                   | Ban  | Dai  | Dži  | Heg  | Kau  | Nev  | Pan  | Rit  | Sūd  | Žal  |
| ----------------- | ---- | ---- | ---- | ---- | ---- | ---- | ---- | ---- | ---- | ---- |
| Banga Gargždai    | –––– | 2-0  | 1-0  | 0-2  | 1-5  | 5-2  | 2-2  | 0-2  | 1-2  | 1-3  |
| DFK Dainava       | 3-1  | –––– | 1-1  | 1-2  | 0-1  | 0-2  | 1-3  | 1-1  | 1-1  | 1-5  |
| Džiugas Telšiai   | 1-1  | 2-3  | –––– | 2-1  | 1-1  | 3-0  | 0-2  | 1-4  | 2-1  | 0-3  |
| Hegelmann Litauen | 0-1  | 0-1  | 1-1  | –––– | 2-3  | 2-0  | 0-0  | 2-0  | 0-1  | 2-1  |
| Kauno Žalgiris    | 1-0  | 1-0  | 1-0  | 2-2  | –––– | 5-0  | 1-2  | 2-1  | 1-0  | 0-1  |
| Nevėžis           | 0-2  | 0-1  | 2-1  | 0-1  | 1-2  | –––– | 0-1  | 0-0  | 0-2  | 0-3  |
| Panevėžys         | 4-2  | 3-0  | 1-0  | 2-2  | 2-1  | 4-2  | –––– | 1-1  | 0-0  | 0-2  |
| Riteriai          | 3-0  | 2-2  | 1-1  | 1-3  | 1-2  | 4-0  | 2-0  | –––– | 1-1  | 1-1  |
| Sūduva            | 4-0  | 3-1  | 2-1  | 2-0  | 2-1  | 1-0  | 0-1  | 2-0  | –––– | 0-2  |
| Žalgiris Vilnius  | 2-0  | 2-2  | 2-2  | 2-0  | 2-2  | 2-0  | 1-0  | 2-0  | 1-2  | –––– |

### Partite (19-36)
|                   | Ban  | Dai  | Dži  | Heg  | Kau  | Nev  | Pan  | Rit  | Sūd  | Žal  |
| ----------------- | ---- | ---- | ---- | ---- | ---- | ---- | ---- | ---- | ---- | ---- |
| Banga Gargždai    | –––– | 1-1  | 2-1  | 1-4  | 2-3  | 3-1  | 2-1  | 1-1  | 0-2  | 0-3  |
| DFK Dainava       | 3-1  | –––– | 3-2  | 1-1  | 0-1  | 1-1  | 1-2  | 2-1  | 1-2  | 0-2  |
| Džiugas Telšiai   | 1-1  | 1-1  | –––– | 2-1  | 1-5  | 2-0  | 2-2  | 2-0  | 2-3  | 2-1  |
| Hegelmann Litauen | 4-1  | 1-1  | 1-1  | –––– | 1-2  | 2-0  | 1-0  | 0-0  | 2-1  | 1-1  |
| Kauno Žalgiris    | 0-1  | 2-0  | 0-1  | 2-1  | –––– | 2-0  | 1-1  | 1-1  | 3-3  | 0-2  |
| Nevėžis           | 0-3  | 0-1  | 1-1  | 0-6  | 1-1  | –––– | 1-3  | 0-6  | 0-3  | 1-3  |
| Panevėžys         | 3-1  | 0-0  | 2-2  | 2-2  | 4-0  | 3-0  | –––– | 0-2  | 1-1  | 1-1  |
| Riteriai          | 0-0  | 2-1  | 3-2  | 0-0  | 0-0  | 4-0  | 1-2  | –––– | 1-3  | 0-0  |
| Sūduva            | 4-0  | 0-1  | 3-1  | 1-2  | 2-0  | 2-0  | 3-0  | 1-1  | –––– | 2-2  |
| Žalgiris Vilnius  | 3-0  | 5-1  | 3-2  | 2-1  | 0-0  | 6-0  | 2-0  | 1-1  | 3-2  | –––– |

## Statistiche

### Classifica marcatori
| Gol |  |  | Giocatore               | Squadra           |
| --- |  |  | ----------------------- | ----------------- |
| 17  |  |  | Hugo Vidémont           | Žalgiris          |
| 16  |  |  | Saïd Hamulić            | DFK Dainava       |
| 16  |  |  | Nauris Petkevičius      | Hegelmann Litauen |
| 12  |  |  | Mindaugas Grigaravičius | Riteriai          |
| 11  |  |  | Linas Pilibaitis        | Kauno Žalgiris    |
| 11  |  |  | Nasko Milev             | Džiugas Telšiai   |
| 11  |  |  | Simonas Urbys           | Banga Gargždai    |
| 10  |  |  | Jorge Elias             | Panevėžys         |
| 10  |  |  | Josip Tadić             | Žalgiris          |
| 9   |  |  | Philip Otele            | Kauno Žalgiris    |
| 9   |  |  | Francis Kyeremeh        | Žalgiris          |
| 9   |  |  | Yukiyoshi Karashima     | Hegelmann Litauen |
| 9   |  |  | Michael Thuique         | Kauno Žalgiris    |